# Relative Risikoreduktion
In der Medizin ist die relative Risikoreduktion ein Maß, um die Wirksamkeit einer (neuen) Therapie im Vergleich zu einer anderen Therapie zu beschreiben. Sie ist eng verwandt mit dem Relativen Risiko.

## Definition
Die relative Risikoreduktion (RRR, englisch relative risk reduction) gibt an, um welchen Anteil im Verhältnis das bestehende Risiko (z. B. für eine Krankheit Y=1) {\displaystyle I_{j}=p(Y=1\mid X=j)} jeweils durch eine Intervention vermindert wird:
{\displaystyle RRR=(I_{u}-I_{e})/I_{u}=1-RR,}
wobei {\displaystyle RR=I_{e}/I_{u}} das relative Risiko ist.

## Beispiel
Eine Änderung der Mortalität von 2 % auf 1,6 % entspricht der Verminderung des Relativen Risikos (RR) um ein Fünftel oder 20 %; also ist die relative Risikoreduktion (RRR) = 20 %.
Berechnung:
- Relatives Risiko der Vergleichstherapie (Kontrollgruppe): definitionsgemäß 1 = 100 %
- Relatives Risiko (RR) der Verumtherapie: 1,6/2,0 = 0,8 = 80 %
- Relative Risikoreduktion (RRR) der Verumgruppe = 1 − RR = 1 − 0,8 = 0,2 = 20 %

Dieses Maß, von Pharmaunternehmen in der Fachwerbung gerne angegeben, wird insofern kritisch gesehen, als unbedarfte Leser oder Hörer dazu neigen, den erreichten Effekt erheblich zu überschätzen.
Deshalb wird diese Darstellungsart des Therapienutzens zunehmend durch andere anschaulichere statistische Größen ergänzt oder ersetzt, bei denen der jeweils vorliegende Grundanteil der Erkrankung berücksichtigt ist. Hierzu gehören die absolute Risikoreduktion (ARR), die Anzahl der notwendigen Behandlungen (NNT, englisch number needed to treat) oder auch die Erhöhung der Lebenserwartung.

## Gegenüberstellung Absolute Risikoreduktion

### Definition
Die absolute Risikoreduktion (ARR, englisch absolute risk reduction) gibt an, um wie viele Prozentpunkte bezogen auf alle Untersuchten (absolut) das bestehende Risiko jeweils durch eine Intervention verringert wird: {\displaystyle I_{u}-I_{e}}

### Beispiel
Eine Änderung der Mortalität von 2 % auf 1,6 % entspricht der Verringerung des Absoluten Risikos (AR) um 0,4 %-Punkte (%p); also ist die absolute Risikoreduktion (ARR) = 0,4 %p.
Berechnung:
- Absolutes Risiko der Vergleichstherapie (Kontrollgruppe): 2,0 %
- Absolutes Risiko der Verumtherapie: 1,6 %
- Absolute Risikoreduktion (ARR) der Verumgruppe = 2,0 % − 1,6 % = 0,4 %p

Die absolute Risikoreduktion beschreibt die Verringerung eines Risikos in Prozentpunkten, während die relative Risikoreduktion die Verringerung des Risikos in Prozent ausdrückt, wobei letzteres bei kleinem absoluten Risiko zu großen Zahlen führt. Der Risikoforscher Gerd Gigerenzer weist darauf hin, dass zu manipulativen Zwecken gelegentlich der Nutzen von Therapien in relativen Risiken ausgedrückt werde, um sie möglichst groß erscheinen zu lassen, während ihr Schaden in absoluten Risiken ausgedrückt werde, um sie möglichst klein wirken zu lassen ("mismatched framing"). Gigerenzer rät deshalb dazu, stets die absolute Risikoreduktion zusammen mit den jeweiligen Gruppengrößen zu kommunizieren.

## Beispiele für den Einfluss von Kollektivgröße und Grundanteil
Kann durch eine bestimmte Therapie die Anzahl der Todesfälle im Vergleich zur Kontrollgruppe um die Hälfte gesenkt werden, so entspricht dies einer relativen Risiko-Reduktion (RRR) von 50 %.
Um den damit verbundenen Nutzen abschätzen zu können, muss allerdings nicht nur auf die Dauer und auf etwaige frühe oder späte Nebenwirkungen der Therapie geachtet werden, sondern auch die Beeinträchtigung von Nichterkrankten in Betracht gezogen sowie der Grundanteil von Erkrankten berücksichtigt werden. Daher spielt die Größe des jeweils betrachteten Kollektivs und die Verbreitung der behandelten Erkrankung eine wesentliche Rolle. Sie fließt ein in die Berechnung der absoluten Risikoreduktion (ARR) und der Anzahl notwendiger Behandlungen (NNT) als deren Kehrwert, nicht aber bei der RRR.
- Beispiel A (100 Personen; 10 → 6 †): RRR 40 %; ARR 4 %p; NNT 25

Beispielsweise ändere eine Therapie nach den Ergebnissen einer Studie die Anzahl der Todesfälle: während in der Vergleichsgruppe (Placebo) 10 Personen sterben, sind es in der Verumgruppe 6 bei einem Kollektiv von 100 Probanden. Das relative Risiko (RR) der Kontrollgruppe ist definitionsgemäß 1, das relative Risiko der Verumtherapie beträgt 6/10 = 0,6 = 60 %. Das Mortalitätsrisiko sinkt also in der Verumgruppe deutlich; die relative Risikoreduktion (RRR) beträgt 0,4 = 40 %.
Das absolute Risiko (AR) eines Todesfalls beträgt hier in der Vergleichsgruppe 0,1 = 10 %, in der Verumgruppe 0,06 = 6 %; die absolute Risikoreduktion (ARR) beträgt also 0,1 − 0,06 = 0,04 = 4 %. Mit der Behandlung von 100 Personen wurde die Zahl an Todesfällen um 4 gesenkt; die Anzahl der notwendigen Behandlungen (NNT), um 1 Todesfall zu vermeiden, liegt demnach bei 25.
- Beispiel B (1000 Personen; 20 → 10 †): RRR 50 %; ARR 1 %p; NNT 100

Durch eine Therapie ändere sich die Anzahl der Todesfälle von 20 auf 10 bei einem Kollektiv von 1000 Personen. Das relative Risiko (RR) der Verumgruppe ist 10/20 = 0,5 = 50 %; die relative Risikoreduktion (RRR) beträgt 1 - 0,5 = 50 %.
Das absolute Risiko (AR) eines Todesfalls beträgt hier in der Vergleichsgruppe 0,02 = 2 %, in der Verumgruppe 0,01 = 1 %; die absolute Risikoreduktion (ARR) beträgt also 0,02 − 0,01 = 0,01 = 1 %. Mit der Behandlung von 1000 Personen wurde die Zahl an Todesfällen um 10 gesenkt; die Anzahl der notwendigen Behandlungen (NNT), um 1 Todesfall zu vermeiden, liegt demnach bei 100.
- Beispiel C (10.000 Personen; 50 → 20 †): RRR 60 %; ARR 0,3 %p; NNT 333

Durch eine Therapie ändere sich die Anzahl der Todesfälle von 50 auf 20 bei einem Kollektiv von 10.000 Personen. Das relative Risiko (RR) der Verumgruppe ist 20/50 = 0,4 = 40 %; die relative Risikoreduktion (RRR) beträgt 1 - 0,4 = 60 %.
Das absolute Risiko (AR) eines Todesfalls beträgt hier in der Vergleichsgruppe 0,005 = 0,5 %, in der Verumgruppe 0,002 = 0,2 %; die absolute Risikoreduktion (ARR) beträgt also 0,005 − 0,002 = 0,003 = 0,3 %p. Mit der Behandlung von 10.000 Personen wurde die Zahl an Todesfällen um 30 gesenkt; die Anzahl der notwendigen Behandlungen (NNT), um 1 Todesfall zu vermeiden, liegt demnach bei 333.
Nach Einführung eines Medikaments und dessen weitverbreiteter Verwendung interessiert das Auftreten seltener oder sehr seltener (< 0,01 %) Nebenwirkungen. Neben der sorgfältigen Erfassung von Einzelfällen und der gründlichen Untersuchung hinsichtlich eines möglichen Zusammenhangs mit einer Medikamenteneinnahme ist für eine Risikoabschätzung der Beobachtungszeitraum sowie die Zusammensetzung und Größe der beobachteten Bevölkerungsgruppe entscheidend. Hierbei können Verumgruppe und Vergleichsgruppe unter Umständen sehr große Personenkreise aus der Allgemeinbevölkerung mit ähnlicher Verteilung von Merkmalen umfassen, die beispielsweise über die Dauer eines Jahres dahingehend beobachtet werden, ob sich durch das Medikament das Risiko verändert, an einer bestimmten Krankheit b zu sterben. Sterben daran unter Behandlung 11 von 100.000 Personen gegenüber 10 in der vergleichbaren Kontrollgruppe, so entspricht das einer relativen Risikoerhöhung von 10 %, während die absolute Risikoerhöhung in diesem Fall 0,001 %p beträgt.
Sterben von 20.000 unbehandelten Personen 20 und von 20.000 medikamentös behandelten 2 Personen im gleichen Zeitraum an der Erkrankung a, so entspricht dies einer relativen Risikoreduktion (RRR) von 90 %, einer absoluten Risikoreduktion (ARR) von 0,09 %p und einer NNT von 1111.